# Titularbistum Buruni
Buruni ist ein Titularbistum der römisch-katholischen Kirche.
Es geht zurück auf einen untergegangenen Bischofssitz in der gleichnamigen antiken Stadt, die in der römischen Provinz Africa proconsularis (heute nördliches Tunesien) lag. Der Bischofssitz war der Kirchenprovinz Karthago zugeordnet.
| Titularbischöfe von Buruni |                         |                                                                  |                   |                  |
| Nr.                        | Name                    | Amt                                                              | von               | bis              |
| 1                          | Pius Anthony Benincasa  | Weihbischof in Buffalo (USA)                                     | 8. Mai 1964       | 13. August 1986  |
| 2                          | Ernesto Antolin Salgado | Apostolischer Koadjutorvikar von Mountain Province (Philippinen) | 17. Oktober 1986  | 7. Dezember 2000 |
| 3                          | Ismael Rueda Sierra     | Weihbischof in Cartagena (Kolumbien)                             | 20. Dezember 2000 | 27. Juni 2003    |
| 4                          | Anthony Colin Fisher OP | Weihbischof in Sydney (Australien)                               | 16. Juli 2003     | 8. Januar 2010   |
| 5                          | Raphael Thattil         | Weihbischof in Trichur (Indien)                                  | 18. Januar 2010   | 10. Oktober 2017 |
| 6                          | Daniele Libanori SJ     | Weihbischof in Rom (Italien)                                     | 23. November 2017 |                  |